# Periodismo agroalimentario
El periodismo agroalimentario es una especialidad dentro de la profesión periodística con una fuerte dimensión económica, que se ocupa de informar a una sociedad cada vez más interesada sobre el sector primario, la industria y la distribución de la alimentación, abarcando temas que van desde la agricultura, la ganadería, la pesca, los precios y mercados, los alimentos y la salud, la nutrición, la seguridad alimentaria, la biotecnología, la gastronomía, el consumo, las empresas agroalimentarias, la innovación y la tecnología, el desarrollo rural, el medio ambiente, la ecología, el turismo rural y la caza. Se aplica a un campo muy heterogéneo entre los términos «agro» y «alimentario» que le infunde una complejidad especial, por lo que requiere de periodistas especializados conocedores en profundidad del sector agroalimentario o de alguno de los subsectores que lo componen que puedan trasladar la información al gran público de la manera más sencilla posible.
Se trata de un periodismo apegado al territorio que se produce más en el medio rural, donde la información agroalimentaria adquiere gran peso al afectar en mayor medida a los ciudadanos que lo pueblan. Se asienta en los medios de comunicación regionales y comarcales y en menor medida en los medios de ámbitos nacionales, aunque la información agroalimentaria no solo concierne a la escasa población activa agraria, sino a los consumidores en su conjunto.
Utiliza un lenguaje especializado dado su componente de tipo económico y el uso de tecnicismos propios de los campos que abarca. Sus fuentes informativas se separan del periodismo económico, aunque algunas son compartidas.

## Objetivo
Se trata de un periodismo que tiene como objetivo principal informar a las audiencias sobre cuestiones relacionadas con la agricultura, la ganadería, la alimentación, la transformación y el desarrollo de la industria agroalimentaria, al tiempo que acerca el propio sector agroalimentario a la sociedad con el rigor de la especialización y hace comprensible sus términos más técnicos y complejos al mayor número de personas. Contribuye al desarrollo agroalimentario mediante la transmisión de la información relevante del sector a los medios de comunicación y pone el foco en la importancia y proyección de futuro de las economías de los distintos países.
El periodista agroalimentario busca las fuentes de información, elabora, analiza, contrasta y difunde la información agroalimentaria y la traslada tanto a los medios especializados como a los medios generalistas para establecer una mayor vinculación con el mundo rural.  La transmisión de información se redirige desde el propio sector a través de profesionales especializados que refuerzan y mejoran la comunicación para dar una visión más real y certera de lo que hace y genera.

## Temas
Los temas que aglutina el periodismo agroalimentario ampliaron su abanico a medida que aumentó la exigencia del consumidor por la trazabilidad y la seguridad alimentaria. A los temas relacionados con la agricultura, la ganadería y la pesca vinculados al sector primario se fueron sumando otros relacionados con el resto de los eslabones de la cadena alimentaria: alimentos, salud, nutrición, biotecnología, gastronomía, distribución, consumo, empresas agroalimentarias, industria auxiliar y trajo consigo además la preocupación por el desarrollo rural, el medio ambiente, el turismo rural, la despoblación y el medio rural en su conjunto.

## Historia del periodismo agroalimentario en España

### Orígenes
Los antecedentes de la prensa económica y agraria se situaron a principios del siglo XVIII en las Hojas Volantes, Avisos, Hojas de Noticias o Cartas Nuevas que informaban de los precios agrícolas que llegaban a los puertos españoles y, con posterioridad, en los periódicos económicos como El Correo Mercantil de España y sus Indias (1792-1808), primero en incluir la actualidad de la economía agraria: cotizaciones de los productos, producciones de cosechas y volúmenes de mercancías, tendencias de los mercados de las materias primas y previsiones de las campañas agrícolas.
La primera publicación agraria especializada en agricultura en España fue El Semanario de Agricultura y Artes dirigido a los Párrocos (1797-1808), ideado por Manuel Godoy para instruir a los labradores y contribuir al tan deseado desarrollo agrícola que pretendía la Ilustración. Esta publicación contenía artículos de divulgación científica (y extractos de libros agronómicos) sobre temas de agricultura general, cultivos y ganados para autoabastecimiento, cultivos de árboles frutales, progresos agrícolas en los pueblos y otros sobre jardines, huertas, bosques, riego, botánica, medicina doméstica, veterinaria, arquitectura rural, pesca y caza.
La Ilustración inventó la prensa agraria por ser la agricultura en el siglo XVIII la principal actividad económica y motor de progreso. La prensa periódica diaria, nacida en 1758 con el Diario noticioso, curioso-erudito y comercial público y económico, o La Estafeta de Londres de Francisco Mariano Nifo reflejaban en sus páginas la importancia del sector agrícola. Los periódicos políticos del momento como El Censor (1781-1787) o los periódicos eruditos como Discursos Mercuriales. Memorias sobre Agricultura, Marina, Comercio y Artes Liberales y Mecánicas (1752-1755) mostraban su interés por lo agrario con temas habituales como la formación, novedades científicas o nuevos cultivos y algunos de denuncia sobre la estructura de la propiedad o la miseria en el campo.
La alimentación estuvo presente en los diarios ilustrados, con escasa relevancia, ligada al «sustento de la población y suministro de los mercados», perspectiva que se prorrogó durante todo el siglo XIX y hasta mediados del siglo XX.

### sigloXIX: eclosión de prensa especializada
La eclosión de la prensa especializada en agricultura se produjo durante el siglo XIX debido a una mayor demanda de información por parte de los nuevos propietarios de la tierra, que se organizaron en asociaciones para defender sus derechos frente a la Administración y al resto de profesionales del sector y adoptaron las publicaciones periódicas como principal vía de comunicación entre sus socios. Se distinguieron entre ellas Eco de la Ganadería (1854-1863), La Gaceta Rural (1876-1880), Boletín de la Asociación General de Agricultores de España (1881-1935) y La Liga Agraria de 1887. Aparecieron publicaciones de asociaciones de ingenieros agrícolas como Anales de Agricultura (1877-1882), El Boletín Agrícola (1881-1897) y Gaceta de Agricultura (1885-1886), de ingenieros de montes, así como de veterinarios. Y surgieron numerosas publicaciones independientes de ingenieros y comerciantes con fines económicos o vehículo de prestigio de sus autores.
El Estado utilizó la prensa con fines de propaganda para promover sus actuaciones en materia agrícola por medio de la Gaceta Agrícola del Ministerio de Fomento de 1876, el Semanario Oficial y Mercantil (1876-1883) y el Boletín Semanal de Estadística y Mercados de 1885 o para lavar la imagen de la agricultura española en el exterior en el caso del Semanario de Agricultura y Artes (1829-1831) durante el régimen absolutista de Fernando VII.
A partir de los primeros años 1830 y especialmente en la década de 1840, la prensa de información general publicada en Madrid como El Espectador (1841-1848), El Correo Nacional (1841-1844), El Clamor Público (1844-1864) o el más político La Iberia (1854-1898) empezó a incluir una sección mercantil o comercial con cotizaciones, movimiento marítimo y cambios de moneda. Fue El Imparcial (1867-1933) el primer periódico que incorporó con el nombre de "Agrícola" una página específica y habitual dedicada a la información agraria con un enfoque económico y social, alertando a la sociedad y a los políticos de la pobreza en el campo.
Tanto en los medios especializados como en los generalistas siguió predominando la visión técnica y política y se repitieron los principales temas ilustrados ampliándose a otros como: legislación agrícola, cotizaciones en bolsa, financiación, estadística, emigración, contabilidad agrícola, proteccionismo de los productos frente a importaciones, reforestación, caza y pesca, incluso sobre industria agroalimentaria (vino, aceite y lana). La información agraria fue perdiendo importancia frente a la puramente financiera.

### sigloXX: consolidación de la información agraria
En los primeros años del siglo XX hasta la Segunda República, con un declive en los años 1920, las publicaciones de las asociaciones y nuevas federaciones de agricultores, propietarios y campesinos adquirieron una gran importancia impulsadas por la Ley de Sindicatos de 1907, como El Obrero Agrícola (1913-1919), Revista Social Agraria (1919-1936), La Voz del Campo de 1932, Productos Pecuarios (1933-1936) o El Obrero de la Tierra (1930-1934) así como las creadas por ingenieros agrícolas o peritos, entre las que destaca la revista de la Editorial Agrícola Agricultura, que sacó su primer número en 1929. La popularización de la radio durante la Segunda República acercó también los conocimientos técnicos a los agricultores.
Con el impulso de la actividad agraria y sociopolítica las publicaciones editadas por firmas independientes experimentaron un gran crecimiento, entre ellas La Información Agrícola (1911-1931) o La Vida en el Campo (1927-1931). El Estado se sumó a esta explosión con las Hojas divulgadoras (1907-2006) que difundían las novedades técnicas agrícolas entre los agricultores y con El Boletín de Agricultura Técnica y Económica (1909-1932).
La prensa de información general: La Correspondencia de España (1859-1925), El Imparcial, el Heraldo de Madrid (1890-1939) o el ABC (1903), sensibilizada por las nuevas crisis alimenticias de 1905, 1919 y 1936, retomó su interés por la información agraria como antes había pasado con las crisis de subsistencias. El diario El Sol (1917-1939) mantuvo una sección fija semanal agrícola desde 1917 hasta 1923 y denunció la situación de hambre de los jornaleros. El Debate (1910-1936) dedicaba una subsección diaria agrícola de "Notas Agrícolas y Mercados", pero solo daba las cotizaciones.  
Durante la Guerra civil española y la dictadura de Franco se dio poca cabida en los periódicos generalistas Arriba (1939-1979), Pueblo (1940-1984) Ya (1935-1996),  ABC  e Informaciones (1922-1983) a la información agrícola y tampoco escapó la intención propagandística del régimen, según apunta Yanet Acosta. La dictadura apoyó publicaciones especializadas oficialistas como Revista de Estudios Agrosociales (1952-1999) o Plaza Mayor (1957-1979). Resurgen algunas independientes con una visión diferenciada como la revista decana de la Editorial Agrícola, Agricultura, suspendida entre 1936 a 1940, que hoy se sigue editando, y se crearon algunas nuevas de carácter familiar como los semanarios Ferias, Mercados y Mataderos (1952) y La Gaceta Rural (1958), así como otras de iniciativa privada englobadas en grupos editoriales en el tardofranquismo. Triunfaron en esos años los programas de información agraria en la radio impulsados por los Servicios de Extensión Agraria y el Estado lanzó el programa España Agrícola (1942-1981), treinta y nueve años en antena en Radio Nacional de España (RNE). Televisión Española (1956) en sus primeros años de emisión reprodujo el programa radiofónico España Agrícola por un breve espacio de tiempo.
Una visión distinta la ofreció el suplemento Blanco y Negro del ABC, el primero en incluir un apartado destinado a la divulgación agraria en 1957 denominado "Agrícola" y renombrado posteriormente "El Campo". Fue el primer medio de comunicación español que incluyó una subsección fija bajo el nombre de "Alimentación", en la que aparecían unidas alimentación y salud. Se inicia un cambio de tendencia informativa con nuevos conceptos como calidad de los alimentos y gastronomía, sinónimo y síntoma de modernidad.

### sigloXXyXXI: del periodismo agrario al periodismo agroalimentario
Desde finales de los 70 en la transición democrática el arranque de la industria agroalimentaria hizo que la información agraria adquiriera una vertiente económica y progresivamente se vaya convirtiendo en agroalimentaria.
La aparición de los diarios de información económica como Cinco Días (1978) o Expansión (1986) con sus propias secciones agrarias sirvió para que la información agroalimentaria ganase en seriedad, rigurosidad y credibilidad por parte de los lectores más preparados y sentaron un precedente. Vidal Maté escribía una página diaria sobre agricultura en Cinco Días, denominada El Campo, que se mantuvo hasta 1989 y ya hablaba de forma precursora sobre la cadena alimentaria que siguen los productos agrarios hasta el consumidor: producciones, industria agroalimentaria, industria de los inputs y cadenas de distribución, sin la cual no se puede entender el campo. César Lumbreras, otro de los periodistas que impulsó el cambio, elaboraba desde 1980 hasta 1982 la información agraria para la sección de economía de El País, después para el ABC (1986-1997) y desde 1988 en La Razón. Vidal Maté desde 1988 se ocupa de la sección agrícola y agroalimentaria de El País.
El periodismo agroalimentario se afianzó con la entrada de España en la Comunidad Económica Europea en 1986, que trajo un mayor interés por la información agraria con la Política Agrícola Común de la Unión Europea (más aún a partir de la reforma MacSharry de 1992), a la par que cambios en las estructuras productivas del mundo rural, en el sector agroindustrial y en la propia mentalidad como empresario del agricultor. Llegó el interés cotidiano y generalizado por los alimentos, la salud, la gastronomía, las empresas agroalimentarias, la nutrición y el medio ambiente. Se disparó el número de publicaciones especializadas como las de las asociaciones profesionales agrarias ASAJA, COAG y UPA o las del grupo editorial Eumedia Vida Rural (1994) o Agronegocios (1999); cadenas de radio apuestan por programas semanales que aún se mantienen, como Agropopular (1984); nace la agencia EFE Agro, en 1991; en Televisión Española (TVE) se retransmite Agrosfera (1997), un programa que «busca que las informaciones, además de interesar al sector agrario, también susciten el interés o, al menos, la curiosidad de la sociedad en general», según Lourdes Zuriaga.
A partir del año 2000 se inició una nueva etapa con el debate de la reforma de la PAC de 2003 y la aparición de las crisis sanitarias en la producción de alimentos como la enfermedad de las vacas locas, las dioxinas de los pollos o la fiebre aftosa. La alimentación y la salud vuelven a formar parte del interés de los ciudadanos quienes cada vez reclaman más información sobre la trazabilidad de los productos en un contexto de mayor globalización de los mensajes a través de Internet. Se produce otra inflexión a partir de la crisis sanitaria del COVID-19 y la manifestación de Agricultores al Límite de 2020, que aumentó el interés social por el sector agroalimentario haciendo que cada vez en más medios escritos, en televisión, radio y digitales se cuente con espacios dedicados a los temas de los que se ocupa el periodismo agroalimentario.